# Prionyx herrerai
Prionyx herrerai là một loài côn trùng cánh màng trong họ Sphecidae, thuộc chi Prionyx. Loài này được Br�thes miêu tả khoa học đầu tiên năm 1926.